# Eugenio Heiremans
Eugenio Marcos Heiremans Despouy (Santiago, 27 de abril de 1923-ibíd., 17 de diciembre de 2010) fue un empresario y dirigente gremial chileno, dos veces presidente de la Sociedad de Fomento Fabril (Sofofa), así como máximo líder, en una ocasión, de la Asociación de Industrias Metalúrgicas y Metalmecánicas (Asimet).
Destacó por haber sido uno de los creadores del sistema mutual chileno y uno de los principales promotores del Icare, entidad de la que fue su primer presidente.

## Familia y estudios
Nacido del matrimonio conformado por Óscar Heiremans Brockmann, un ingeniero de origen belga que devino en académico y empresario, y Lucienne Despouy, miembro de una familia de vitivinicultores, fue hermano del médico, actor, cuentista, novelista y dramaturgo Luis Alberto Heiremans.
Su educación básica la recibió en su casa del barrio República de la capital, con profesores particulares. Posteriormente cursó su escolaridad en The Grange School, los Padres Franceses y el Instituto Nacional General José Miguel Carrera de la capital.
En 1938 permaneció por un lapso de seis meses con sus padres en Francia, periodo en el que asistió a la escuela Garcon de París. A su regreso a Chile entró a la Escuela Naval Arturo Prat, en Valparaíso, de la que se retiró al tercer año por indicación médica. Posteriormente tomó cursos de administración en los Estados Unidos y Europa.
Se casó con Olivia Bunster Saavedra (fallecida en 2002), con quien tuvo nueve hijos.

## Carrera empresarial

### Inicios
Tras su retiro de la Escuela Naval, y a instancias de su padre, ingresó a Socometal, empresa de su propiedad que fabricaba equipo ferroviario. Durante el primer año en ella se desempeñó como operario aprendiz, lo que le permitió conocer de manera integral los procesos productivos de la compañía.
En 1942, a raíz del fallecimiento de su padre en un accidente a la edad de 46 años, asumió la gerencia general de la empresa. Dos años más tarde pasaría a ocupar la presidencia de la misma.
Heiremans se incorporó a Asociación de Industrias Metalúrgicas y Metalmecánicas (Asimet) en 1946 y tres años más tarde fue elegido como el cuarto presidente de la historia de la entidad.

### Ascenso en la escena gremial
Su trayectoria le permitió ingresar a la Sofofa, corporación de la que fue votado como consejero en el año 1951. En 1955, con sólo 32 años, fue elegido presidente, cargo que ocupó nuevamente cuatro años más tarde. A la fecha de su muerte era la única persona en haber ejercido la presidencia de la entidad en periodos no consecutivos. En 1953 promovió la creación de Icare, en un intento por capacitar a ejecutivos y empresarios en pleno auge de las escuelas de economía con especialidad en administración.
En 1957, tras una propuesta de Ladislao Lira, promovió la creación de la Asociación Chilena de Seguridad (Achs), corporación sin fines de lucro que administra el seguro social contra riesgos de accidentes del trabajo y enfermedades profesionales. De esta entidad fue presidente ejecutivo hasta octubre de 2010, momento en que presentó su renuncia por razones de salud. Fue sucedido en el cargo por Jorge Matetic.
Por esos años, junto a los empresarios Ernesto Ayala y Hernán Briones consolidaron el llamado grupo de «Los tres mosqueteros», cercano después al régimen de Augusto Pinochet (1973-1990) y reconocido por su apasionada defensa del libre mercado. Durante la Dictadura Militar ocupó un lugar en el Consejo de Estado, descartando ofrecimientos para representaciones diplomáticas.

### Últimas décadas
Ocupó el cargo de director en empresas como Indura, CMPC, CAP y Red Televisiva Megavisión, y en instituciones como el Centro de Estudios Públicos (CEP), la Universidad Bernardo O'Higgins y la Corporación Patrimonio Cultural de Chile. También fue presidente de empresas como Pizarreño, Ticino Chile, Refractarios Chilenos, Sociedad Química Nacional, Philips Chilena, de la sección Chilena del Comité Empresarial Chileno-Argentino, y de la sección chilena del Comité Empresarial Chileno-Brasileño.
Falleció a la edad de 87 años en el Hospital del Trabajador de la capital chilena, propiedad de la Achs, víctima de complicaciones a su sistema respiratorio.

## Pensamiento político
Heiremans fue independiente desde el punto de vista partidista, salvo por un pequeño espacio de tiempo en el que militó en el Partido Liberal. Pese a ello, en múltiples entrevistas se describió como un ferviente defensor de las ideas conservadoras, desde el punto de vista valórico, y de las liberales, desde el económico.[cita requerida]
En este sentido, su nexo con la Sofofa le forjó, desde muy joven, una gran cercanía con el ingeniero y político de derecha Jorge Alessandri, presidente de Chile entre 1958 y 1964. Fue un férreo crítico del modelo desarrollista propiciado por los gobiernos radicales (1938-1952), así como acérrimo enemigo de los liderazgos reformistas del democratacristiano Eduardo Frei Montalva (1964-1970) y del socialista Salvador Allende (1970-1973).[cita requerida]
En agosto de 1987 participó junto a otras personalidades y empresarios en la fundación del Gran Frente de Chile, partidario de la dictadura militar.
Durante los gobiernos de la Concertación, manifestó su inquietud por los anuncios en materia económica, tanto respecto a la primera reforma tributaria promovida por el gobierno de Patricio Aylwin, como el anuncio de subir los impuestos que hiciera Nicolás Eyzaguirre, ministro de Hacienda de Ricardo Lagos. Pese a ello, un año más tarde reconocería abiertamente el avance registrado por Chile desde la década de 1990: «Los gobiernos de la Concertación, especialmente el del presidente Lagos, han contribuido a la disminución de la pobreza, en tanto han pensado más en el desarrollo real y permanente del país».
Fue partidario del economista conservador Joaquín Lavín en las elecciones de 2005, lo destacó como un candidato de primera categoría frente a la concertacionista Michelle Bachelet, a la postre vencedora, y el empresario Sebastián Piñera, ganador en la contienda siguiente, de 2009-2010.